# فرودگاه شهری کفیویل
فرودگاه شهری کفیویل (به انگلیسی: Coffeyville Municipal Airport) (به زبان بومی: Coffeyville AAF) یک فرودگاه همگانی بهره‌برداری هوایی با کد یاتا CFV است که یک باند فرود آسفالت دارد و طول باند آن ۱۷۹۰ متر است. این فرودگاه در کشور ایالات متحده آمریکا قرار دارد و در ارتفاع ۲۳۰ متری از سطح دریا واقع شده‌است.